# چایکوفسکیی، پرم
شهر چایکوفسکی، پرم (به روسی: Чайковский) در کشور روسیه و در کرای پرم واقع شده‌است.

## نگارخانه

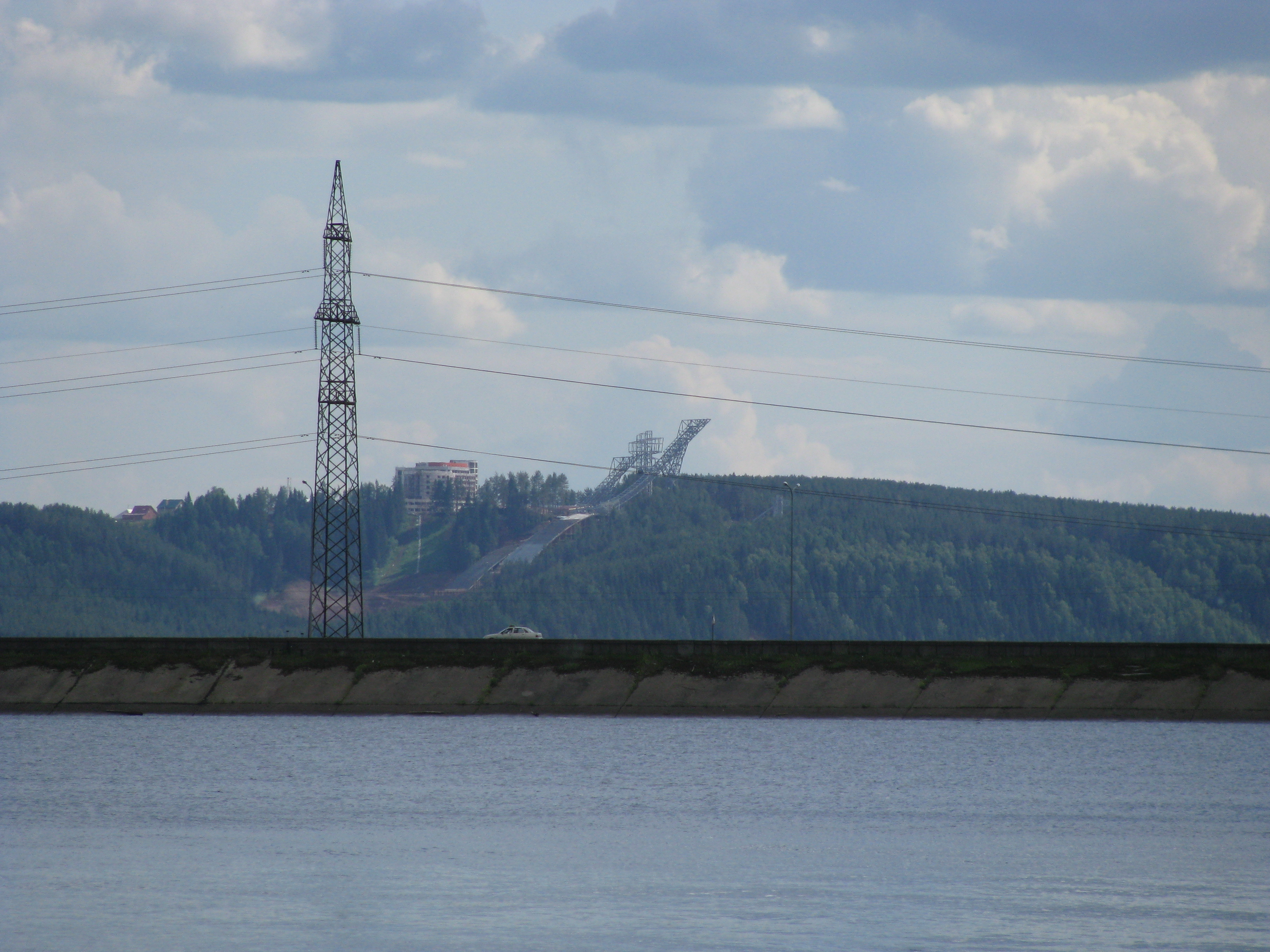
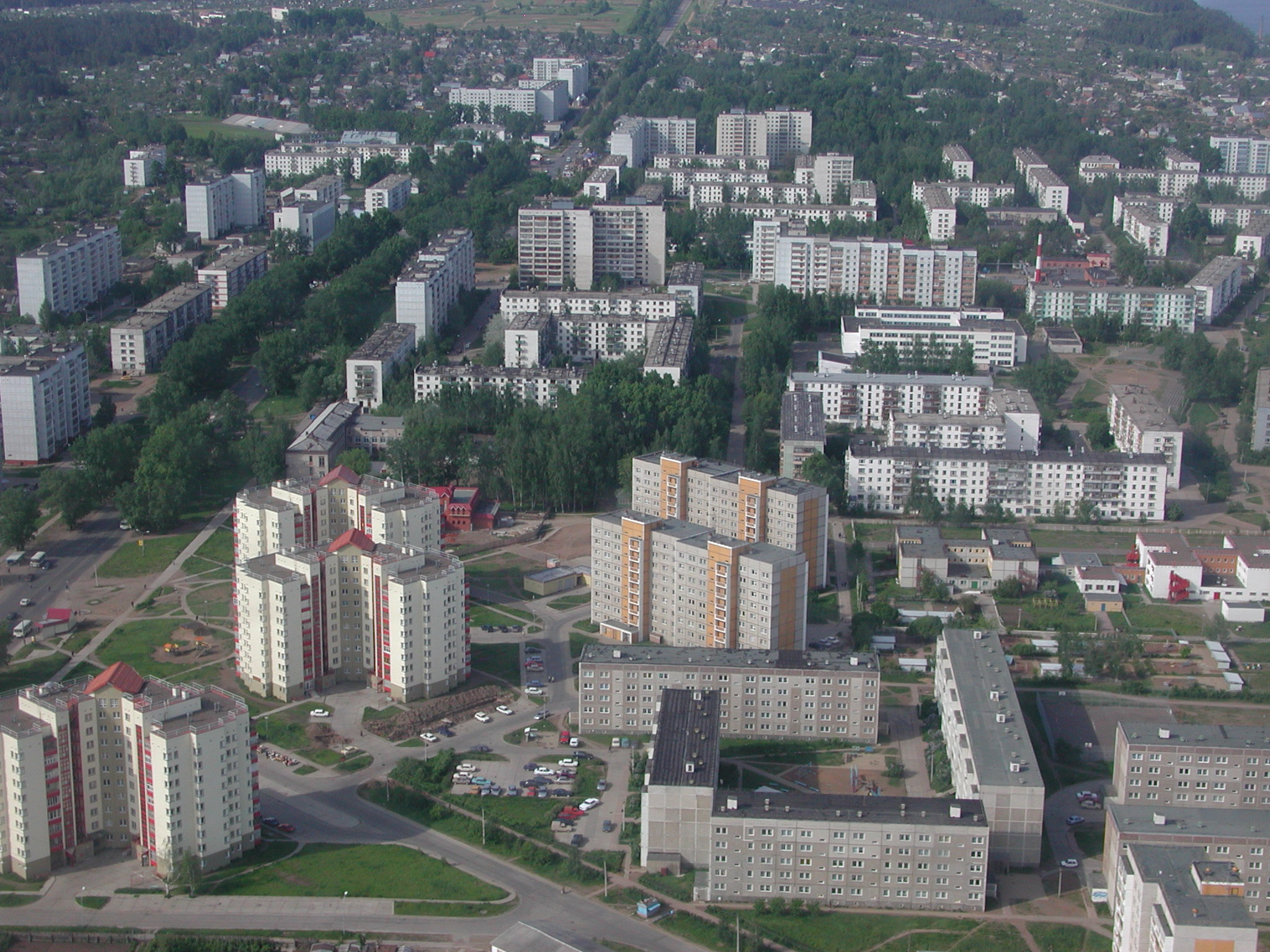